# Pyrenophora avenae
Pyrenophora avenae S. Ito & Kurib. – gatunek grzybów z klasy Dothideomycetes. Grzyb mikroskopijny, pasożyt roślin.

## Systematyka i nazewnictwo
Pozycja w klasyfikacji według Index Fungorum: Pyrenophora, Pleosporaceae, Pleosporales, Pleosporomycetidae, Dothideomycetes, Pezizomycotina, Ascomycota, Fungi.
Po raz pierwszy opisali go w 1903 r. Seiya Ito i Kazue Kuribayashi, na owsie zwyczajnym w Japonii.

## Morfologia
Konidiofory pojedynczo lub w grupach po 2–4, mniej lub bardziej cylindryczne, proste lub wygięte, często kolankowate, czasami nabrzmiałe u nasady, brązowe, gładkie, o długości do 350 µm i szerokości 8-11 µm. Konidia pojedynczo lub sporadycznie w łańcuchach, proste, cylindryczne, czasami lekko zwężone, rzadko maczugowate, bladożółtawe lub oliwkowe brązowe, gładkie, z 1–9-pseudoprzegrodami, 30–170 × 11–22 µm; na naturalnych podłożach zwykle 50-110 × 15-19 µm z 2-6 pseudoprzegrodami; w hodowli zwykle 30–60 × 12–15 µm z 2–5 pseudoprzegrodami; hilum o szerokości 4–6 µm.

## Występowanie
Grzyb pasożytniczy, wśród roślin uprawnych powodujący chorobę niektórych gatunków traw o nazwie brunatna plamistość traw. Gatunek szeroko rozpowszechniony, występuje w większości obszarów uprawy owsa, także w Polsce.